# Ryszard Pilarczyk
Ryszard Pilarczyk (Polonia, 5 de noviembre de 1975) es un atleta polaco retirado especializado en la prueba de 4 x 100 m, en la que ha conseguido ser subcampeón europeo en 2002.

## Carrera deportiva
En el Campeonato Europeo de Atletismo de 2002 ganó la medalla de plata en los relevos 4 x 100 metros, con un tiempo de 38.71 segundos, llegando a meta tras Ucrania y por delante de Alemania, siendo sus compañeros de equipo: Marcin Nowak, Łukasz Chyła y Marcin Urbaś.